# Wiehlenarius
Wiehlenarius es un género de arañas araneomorfas de la familia Linyphiidae. Se encuentra en la zona paleártica.

## Lista de especies
Según The World Spider Catalog 12.0:
- Wiehlenarius boreus Eskov, 1990
- Wiehlenarius tirolensis (Schenkel, 1939)